# مينكا فيتزباتريك
مينكا أنان فيتزباتريك جونيور (من مواليد 17 نوفمبر 1996)  هو لاعب كرة القدم الأمريكية لفريق بيتسبورغ ستيلرز منالدوري الوطني لكرة القدم الأمريكية) (NFL). لعب كرة القدم الأمريكية الجامعية في الابما، واختير من قبل فريق ميامي دولفينز في الجولة الأولى من ن ف ل درافت قبل أن يُنتدب مع ستيلرز خلال موسم 2019.

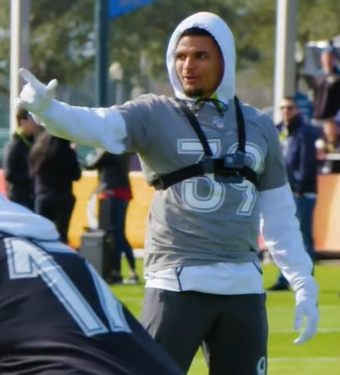
فيتزباتريك في 2020 برو باوول